# William Oefelein
William Anthony Oefelein (Fort Belvoir, 29 de março de 1965) é um ex-astronauta norte-americano, piloto da nave Discovery que subiu ao espaço em 9 de dezembro de 2006 na missão STS-116 em direção à Estação Espacial Internacional.
Formado em engenharia elétrica pela Universidade Estadual do Oregon, graduou-se na Marinha dos Estados Unidos como piloto naval em 1990. Nos anos 1990 foi piloto de caça dos Marines, serviu a bordo do porta-aviões USS Nimitz e fez parte do esquadrão TOPGUN na Califórnia.
Com mais de 3000 horas de voo em 50 tipos diferentes de aeronaves e cerca de 200 pousos em porta-aviões, Oefelein foi selecionado como piloto da NASA em 1998, onde passou dois anos em treinamento com o ônibus espacial.
Foi ao espaço  como piloto da Discovery, na missão STS-116, que realizou tarefas na finalização da construção da Estação Espacial Internacional.

## Caso Nowak
Em fevereiro de 2007, Oefelein viu-se envolvido como pivô no caso de tentativa de sequestro de Collen Shapman, engenheira da NASA e capitã da Força Aérea dos Estados Unidos, com quem estava tendo um relacionamento, por parte da astronauta Lisa Nowak, casada e mãe de três filhos, que mantinha com o astronauta uma relação não muito bem explicada de dois anos.
Quando foi presa, Nowak portava uma faca, uma marreta de aço, luvas pretas, sacos plásticos, uma pistola de chumbinho e tubos plásticos. Em seu carro, a polícia também encontrou cartas de amor dela para Oefelein e mensagens eletrônicas entre ele e Shipman.
Em junho de 2007 a NASA comunicou a saída de Oefelein da agência e seu regresso à Marinha.